# Carnival Elation
Carnival Elation è una nave da crociera, classe Fantasy, della Carnival Cruise Lines.
È stata la prima nave ad essere equipaggiata con propulsori Azipod che le hanno dato una maggior manovrabilità rispetto a quella delle navi gemelle.

## Porto di armamento
- Jacksonville, Florida

## Navi gemelle
- Carnival Fantasy
- Carnival Ecstasy
- Carnival Sensation
- Carnival Fascination
- Carnival Imagination
- Carnival Inspiration
- Carnival Paradise